# Eo biển Vitiaz
Eo biển Vitiaz là một eo biển nằm giữa đảo Long và đảo New Guinea, thuộc địa phận Papua New Guinea, tại tọa độ khoảng 5°35′00″N 147°00′00″Đ / 5,5833333°N 147°Đ. Chỗ hẹp nhất của eo biển này rộng khoảng 50 km.
Đảo Long được Abel Tasman ghi vào hải đồ năm 1643 nhưng ông cho rằng nó là một phần của vùng đại lục New Guinea nên đã không đi qua eo biển này. Eo biển Vitiaz được đặt tên như vậy là để kỷ niệm hải phòng hạm của Nga là Vityaz, đã đi qua nó năm 1872.